# Aaron Gordon
Aaron Addison Gordon (San Jose, 16 settembre 1995) è un cestista statunitense.
Ha vinto l'oro al Mondiale Under-19 2013 con la maglia degli Stati Uniti under 19. Fratello del cestista Drew Gordon, attualmente milita in NBA nei Denver Nuggets.

## Caratteristiche tecniche
Aaron Gordon è particolarmente abile nelle schiacciate, mentre è meno efficiente nei tiri dalla media e oltre l'arco. È affidabile nei rimbalzi offensivi e per la bassa media di falli. A Denver, in coppia con Nikola Jokić, è prosperato come "roller" nel pick and roll e si è mostrato utile anche in difesa.

## Carriera
Dopo aver giocato a livello di high school nella squadra della Archbishop Mitty High School nella sua città natale, nel 2013 è passato nel campionato NCAA con i Wildcats dell'Università dell'Arizona. Nello stesso anno è stato convocato dal coach Billy Donovan per i Mondiale Under-19, in cui ha vinto la medaglia d'oro ed è stato nominato MVP della manifestazione.

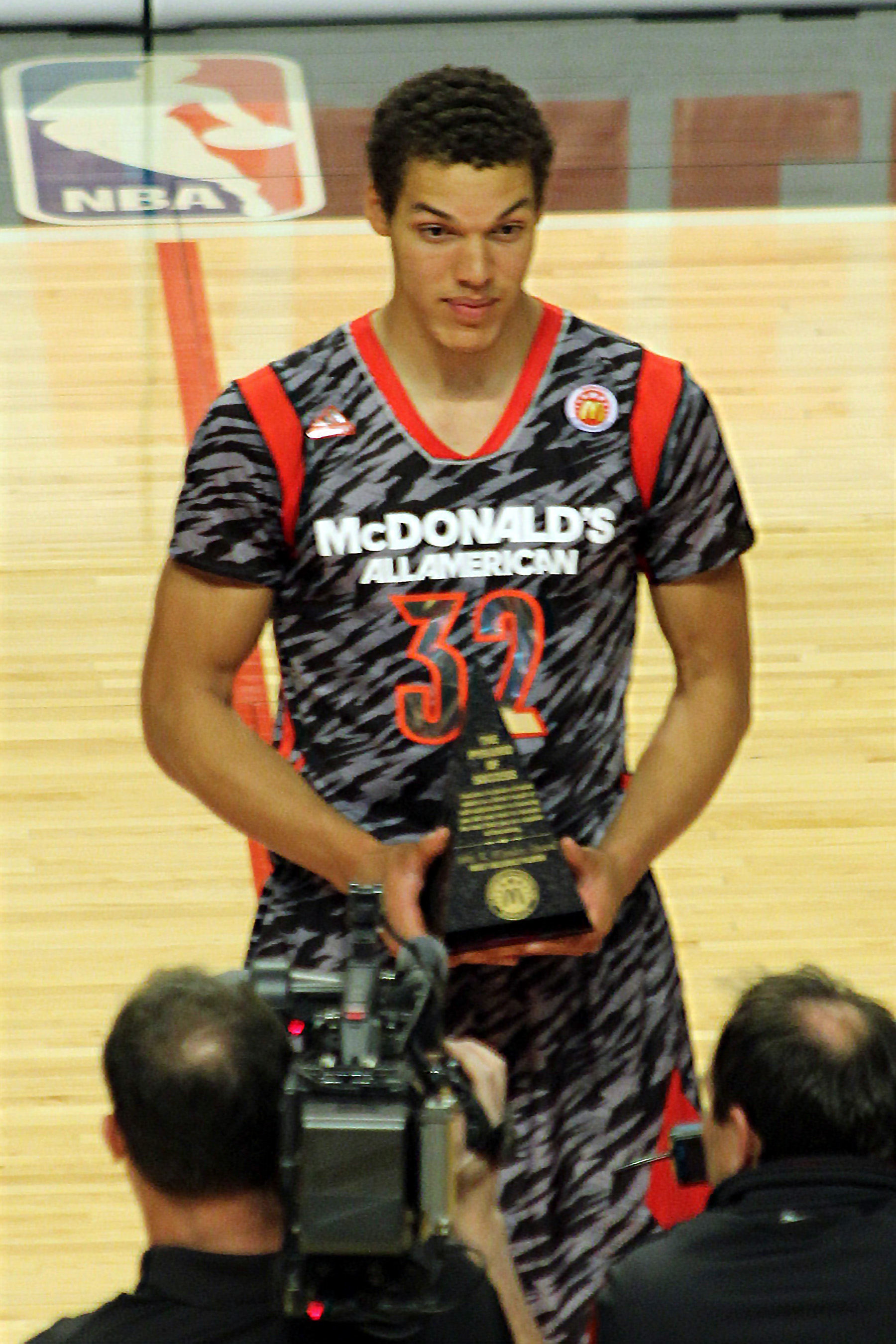
Gordon con il premio di MVP del McDonald's All-American Game

È stato inoltre selezionato per il McDonald's All-American Game 2013, venendo eletto miglior giocatore della gara. Successivamente si dichiarò eleggibile per il Draft NBA 2014 in cui venne scelto dagli Orlando Magic come quarta scelta assoluta al primo giro.
Nell'edizione 2016 del NBA Slam Dunk Contest, svoltasi il 13 febbraio 2016 a Toronto, Gordon si è piazzato secondo alle spalle di Zach LaVine dopo aver realizzato una delle schiacciate più belle di sempre, in cui ha saltato la mascotte della sua squadra sedendosi in aria a circa 2,34 metri di altezza.

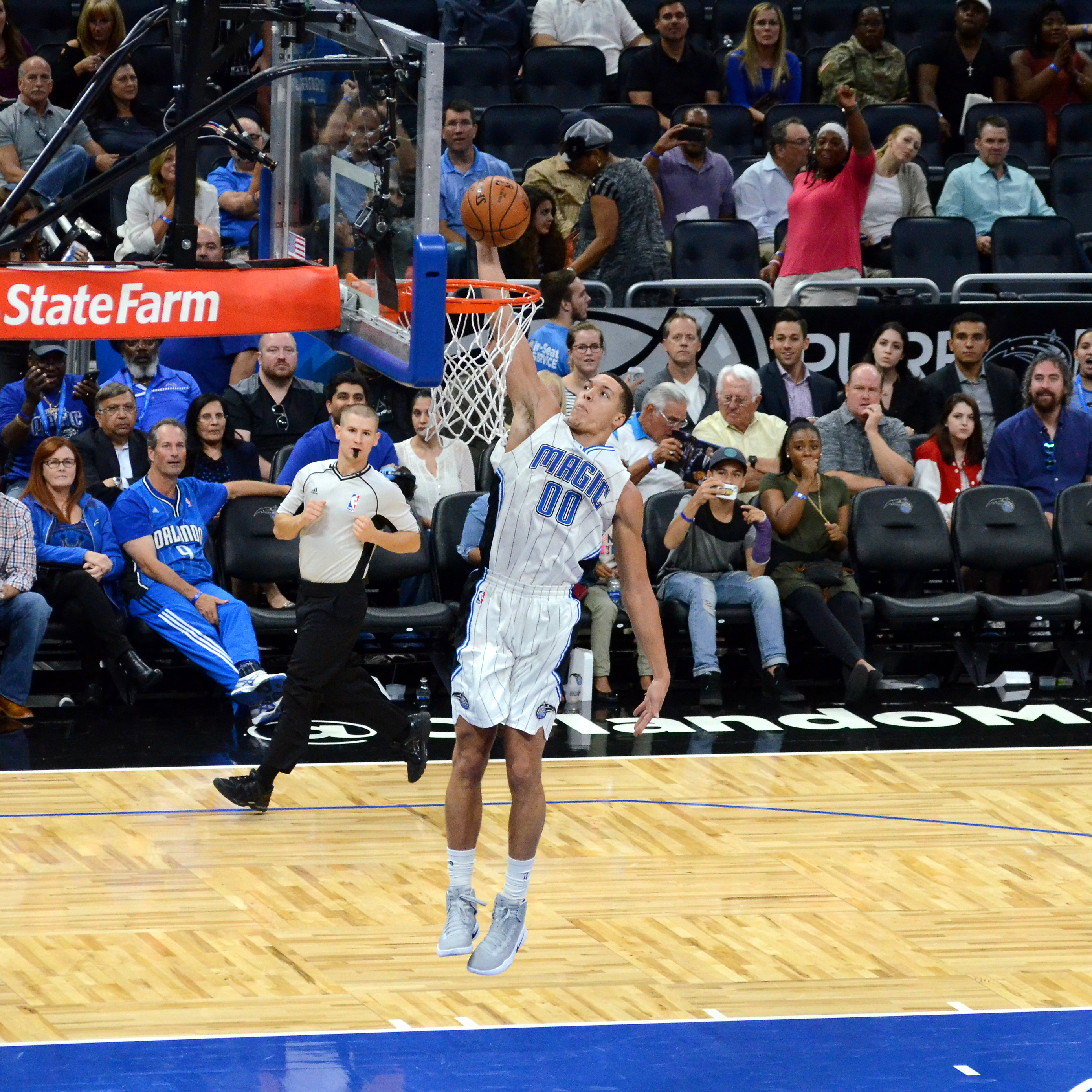
Gordon mentre schiaccia contro i Kings nel 2016

Nella stagione 2016-2017 per far fronte all'abbondanza di lunghi in squadra, dopo gli arrivi dei lunghi Serge Ibaka e Bismack Biyombo, Gordon viene spostato definitivamente in posizione di ala piccola, focalizzandosi in allenamento sul tiro da tre punti. Il 18 febbraio partecipa nuovamente alla gara delle schiacciate nell'All Star Weekend 2017.
Nell'inverno del 2021 cambia squadra decidendo di giocare per i Denver Nuggets con Nikola Jokić e Jamal Murray.

## Statistiche
| † | Denota una stagione in cui ha vinto il titolo |

### NCAA
| Anno      | Squadra          | PG | PT | MP   | TC%  | 3P%  | TL%  | RP  | AP  | PRP | SP  | PP   |
| --------- | ---------------- | -- | -- | ---- | ---- | ---- | ---- | --- | --- | --- | --- | ---- |
| 2013-2014 | Arizona Wildcats | 38 | 38 | 31,2 | 49,5 | 35,6 | 42,2 | 8,0 | 2,0 | 0,9 | 1,0 | 12,4 |
| Carriera  | Carriera         | 38 | 38 | 31,2 | 49,5 | 35,6 | 42,2 | 8,0 | 2,0 | 0,9 | 1,0 | 12,4 |

#### Massimi in carriera
- Massimo di punti: 23 vs Colorado-Boulder (22 febbraio 2014)[5]
- Massimo di rimbalzi: 18 vs Wisconsin-Madison (29 marzo 2014)
- Massimo di assist: 8 vs California-Los Angeles (15 marzo 2014)
- Massimo di palle rubate: 4 vs Gonzaga (23 marzo 2014)
- Massimo di stoppate: 5 vs Weber State (21 marzo 2014)
- Massimo di minuti giocati: 46 vs Arizona State (14 febbraio 2014)

### NBA

#### Regular Season
| Anno       | Squadra        | PG  | PT  | MP   | TC%  | 3P%  | TL%  | RP  | AP  | PRP | SP  | PP   |
| ---------- | -------------- | --- | --- | ---- | ---- | ---- | ---- | --- | --- | --- | --- | ---- |
| 2014-2015  | Orlando Magic  | 47  | 8   | 17,0 | 44,7 | 27,1 | 72,1 | 3,6 | 0,7 | 0,4 | 0,5 | 5,2  |
| 2015-2016  | Orlando Magic  | 78  | 37  | 23,9 | 47,3 | 29,6 | 66,8 | 6,5 | 1,6 | 0,8 | 0,7 | 9,2  |
| 2016-2017  | Orlando Magic  | 80  | 72  | 28,7 | 45,4 | 28,8 | 71,9 | 5,1 | 1,9 | 0,8 | 0,5 | 12,7 |
| 2017-2018  | Orlando Magic  | 58  | 57  | 32,9 | 43,4 | 33,6 | 69,8 | 7,9 | 2,3 | 1,0 | 0,8 | 17,6 |
| 2018-2019  | Orlando Magic  | 78  | 78  | 33,8 | 44,9 | 34,9 | 73,1 | 7,4 | 3,7 | 0,7 | 0,7 | 16,0 |
| 2019-2020  | Orlando Magic  | 62  | 62  | 32,5 | 43,7 | 30,8 | 67,4 | 7,7 | 3,7 | 0,8 | 0,6 | 14,4 |
| 2020-2021  | Orlando Magic  | 25  | 25  | 29,4 | 43,7 | 37,5 | 62,9 | 6,6 | 4,2 | 0,6 | 0,8 | 14,6 |
| 2020-2021  | Denver Nuggets | 25  | 25  | 25,9 | 50,0 | 26,6 | 70,5 | 4,7 | 2,2 | 0,7 | 0,6 | 10,2 |
| 2021-2022  | Denver Nuggets | 75  | 75  | 31,7 | 52,0 | 33,5 | 74,3 | 5,9 | 2,5 | 0,6 | 0,6 | 15,0 |
| 2022-2023† | Denver Nuggets | 68  | 68  | 30,2 | 56,4 | 34,7 | 60,8 | 6,6 | 3,0 | 0,8 | 0,8 | 16,3 |
| 2023-2024  | Denver Nuggets | 73  | 73  | 31,5 | 55,6 | 29,0 | 65,8 | 6,5 | 3,5 | 0,8 | 0,6 | 13,9 |
| 2024-2025  | Denver Nuggets | 51  | 42  | 28,4 | 53,1 | 43,6 | 81,0 | 4,8 | 3,2 | 0,5 | 0,3 | 14,7 |
| Carriera   | Carriera       | 720 | 622 | 29,3 | 48,4 | 33,1 | 69,3 | 6,2 | 2,7 | 0,7 | 0,6 | 13,6 |

#### Play-off
| Anno     | Squadra        | PG | PT | MP   | TC%  | 3P%  | TL%  | RP  | AP  | PRP | SP  | PP   |
| -------- | -------------- | -- | -- | ---- | ---- | ---- | ---- | --- | --- | --- | --- | ---- |
| 2019     | Orlando Magic  | 5  | 5  | 32,8 | 46,8 | 40,0 | 52,6 | 7,2 | 3,6 | 1,2 | 0,2 | 15,2 |
| 2021     | Denver Nuggets | 10 | 10 | 29,9 | 43,4 | 39,1 | 64,0 | 5,4 | 2,0 | 0,5 | 0,3 | 11,1 |
| 2022     | Denver Nuggets | 5  | 5  | 32,0 | 42,6 | 20,0 | 71,4 | 7,2 | 2,6 | 0,4 | 1,2 | 13,8 |
| 2023†    | Denver Nuggets | 20 | 20 | 35,7 | 51,8 | 39,1 | 65,2 | 6,0 | 2,6 | 0,6 | 0,7 | 13,3 |
| 2024     | Denver Nuggets | 12 | 12 | 37,1 | 58,5 | 40,7 | 82,1 | 7,3 | 4,4 | 0,8 | 0,6 | 14,3 |
| 2025     | Denver Nuggets | 14 | 14 | 37,3 | 48,5 | 37,9 | 86,0 | 7,6 | 2,7 | 0,6 | 0,4 | 16,2 |
| Carriera | Carriera       | 66 | 66 | 34,9 | 49,8 | 37,6 | 71,7 | 6,7 | 2,9 | 0,6 | 0,5 | 13,9 |

#### Massimi in carriera
- Massimo di punti: 41 vs Brooklyn Nets (24 ottobre 2017)[6]
- Massimo di rimbalzi: 17 vs New York Knicks (18 gennaio 2021)
- Massimo di assist: 12 vs Minnesota Timberwolves (28 febbraio 2020)
- Massimo di palle rubate: 6 vs Dallas Mavericks (19 febbraio 2016)
- Massimo di stoppate: 4 (9 volte)
- Massimo di minuti giocati: 45 vs Atlanta Hawks (6 dicembre 2017)

## Palmarès
- McDonald's All-American Game (2013)

### NBA
- Campionato NBA: 1

Denver Nuggets: 2023

## Filmografia
- Uncle Drew (2018)
- Hustle (2022)